# النجاد (المفلحي)

تعديل مصدري - تعديل

النجاد هي إحدى قرى عزلة المفلحي بمديرية المفلحي التابعة لمحافظة لحج، بلغ تعداد سكانها 130 نسمة حسب تعداد اليمن لعام 2004.